# Manuel Díaz Rodríguez
Manuel Díaz Rodríguez (n. 28 februarie 1871 - d. 24 august 1927) a fost un prozator venezuelean.
Este cunoscut mai ales pentru impresiile de călătorie scrise în stil poetic.

## Opera
- 1896: Senzații de călătorie ("Sensaciones de viaje");
- 1898: Din peregrinările mele ("De mis romertas");
- 1901: Idolii năruiți ("Idolos rotos");
- 1902: Sânge nobil ("Sangre patricio");
- 1911: Calea împlinirii ("Camino de perfectión");
- 1922: Peregrina sau fântâna fermecată ("Peregrina o el poso encantado").